# Margita Alfvén

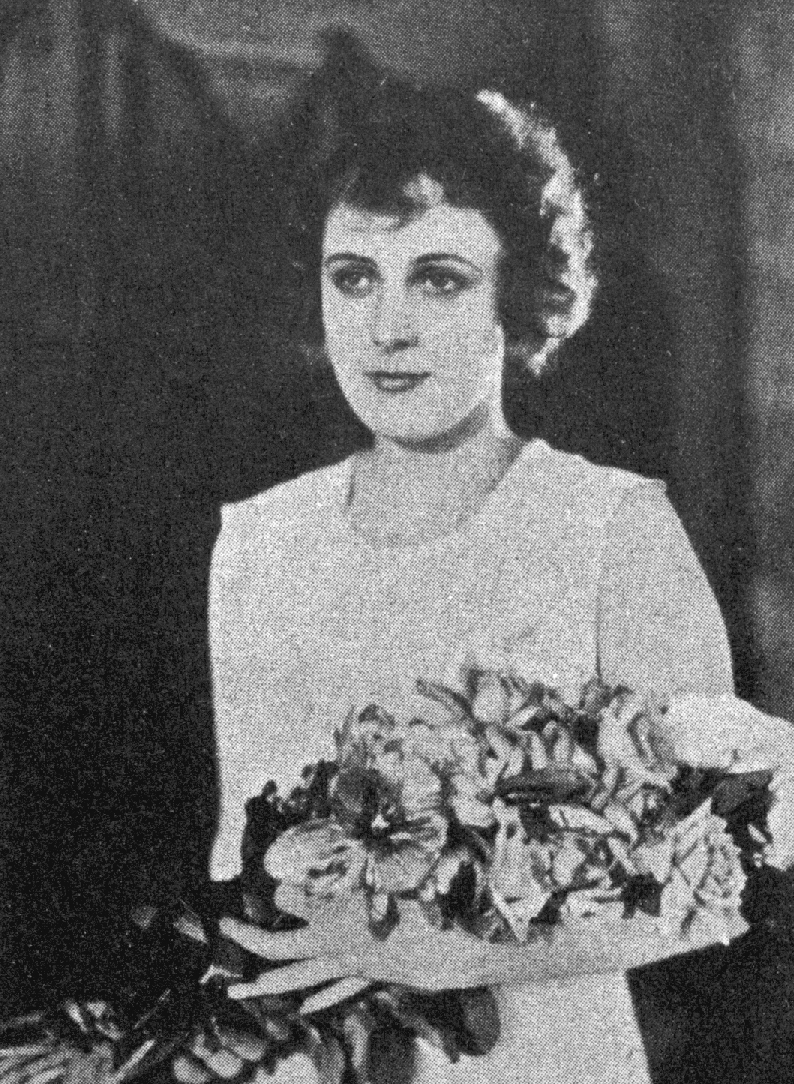
Fotografi från ett nothäfte med titelmelodin till filmen När rosorna slå ut (1930).

Margita Alfvén, född 16 november 1905 i Köpenhamn, död 11 mars 1962 i Stockholm, var en svensk skådespelare. Hon var dotter till Hugo Alfvén och Marie Krøyer.
Vid 15 års ålder förlovade hon sig 1920 med den då 30-årige Evert Taube, men förhållandet blev inte långvarigt. 1924–1927 var hon gift med Henrik Conrad Bohlin.
Margita Alfvéns filmkarriär var tämligen kort; totalt gjorde hon elva filmer, varav tre i Tyskland. Hennes första filmer var ett försök att lansera henne som en ny filmstjärna. En ganska omfattande PR-apparat åtföljde hennes första filmroll i Hennes lilla majestät där hennes ”nordiska skönhet” framhölls, liksom hur hon upptäcktes av en slump på gatan. Hennes första filmer fick en något blandad kritik men något stort genombrott blev det aldrig för henne som filmskådespelare. Bland hennes svenska filmer märks även några av de tidigaste ljudfilmsförsöken på svenska inspelade i Paris.
Hennes fortsatta liv blev ganska tragiskt med omfattande missbruksproblem. Hon arbetade tidvis vid ett försäkringsbolag.
Hon ligger begravd på Leksands kyrkogård tillsammans med sin mor Marie (1867–1940) och sin halvsyster Vibeke Krøyer (1895–1985).

## Filmografi
- 1925 – Hennes lilla majestät
- 1925 – En afton hos Gustaf III på Stockholms slott
- 1926 – Farbror Frans
- 1926 – Dollarmillionen
- 1928 – Parisiskor
- 1928 – Janssons frestelse
- 1930 – När rosorna slå ut
- 1931 – Trådlöst och kärleksfullt
- 1931 – Lika inför lagen